# Bakushō Jinsei 64: Mezase! Resort Ō
Bakushō Jinsei 64: Mezase! Resort Ō (爆笑人生64　めざせ!リゾート王) est un jeu vidéo party game sorti en 1998 sur Nintendo 64. Le jeu a été développé et édité par Taito.
Le jeu s'inspire du jeu de société Destins.